# Іштван Енекеш
Іштван Енекеш (угор. István Énekes; 20 лютого 1911 — 2 січня 1940) — угорський боксер, олімпійський чемпіон 1932 року, дворазовий чемпіон Європи. 

## Аматорська кар'єра
Олімпійські ігри 1932
- 1/8 фіналу. Переміг Гастона Фаяуда (Франція)
- 1/4 фіналу. Переміг Едельвейса Родрігеса (Італія)
- 1/2 фіналу. Переміг Льюїс Саліка (США)
- Фінал. Переміг Франциско Кабаньяса (Мексика)